# 鐵疙瘩
鐵疙瘩是冶礦的一個專有名詞，指鐵礦在煉鐵的鍋爐裡結成一塊，積聚在鍋爐的壁上。若一座鍋爐的鐵疙瘩過多，會使鍋爐不能生產，因為鐵疙瘩會不斷長大，並最終使鍋爐需要報廢，對生產造成打擊。昔日“大煉鋼”就是因此而失敗。
现在，铁疙瘩也泛指性质不明的铁器。